# Sony BMG Music Entertainment
Sony BMG Music Entertainment, Inc. – spółka joint venture pomiędzy Sony Music Entertainment a BMG Entertainment. Została założona 5 sierpnia 2004.
Była ona jedną z wielkiej czwórki wytwórni płytowych oraz posiadała takie wytwórnie płytowe, jak: Arista Records, Columbia Records, Epic Records, J Records, RCA Victor Records, RCA Records, Legacy Recordings, Sonic Wave America, oraz wiele innych.
W 2008 roku Sony Music wykupił 50% akcji w BMG, biorąc pełną kontrolę nad spółką. Nazwa spółki została przywrócona jako Sony Music.

## Wytwórnie płytowe
- Brightside Recordings
- Bros Records(inne języki)
- Burgundy Records(inne języki)
- Columbia Records
  - Aware Records(inne języki)
  - C2 Records
  - Loud Records
- Epic Records
  - Caribou Records(inne języki)
  - Daylight Records(inne języki)
    - DC Flag Records(inne języki)

  - 550 Music
  - Ruthless Records
- Federation Records
- Legacy Recordings
  - Windham Hill Records(inne języki)
- Ode Records(inne języki)
- Ravenous Records(inne języki)
- RCA Music Group(inne języki)
  - RCA Records
  - RCA Victor Records(inne języki)
  - Ariola Records
  - Arista Records
    - J Records

  - Bluebird Records(inne języki)
  - Phonogenic Records(inne języki)
- Provident Music Group(inne języki)
  - Provident Label Group(inne języki)
    - Brentwood Records
    - Benson Records(inne języki)
    - Essential Records(inne języki)
    - Flicker Records(inne języki)
    - Beach Street Records(inne języki)
    - Reunion Records(inne języki)
    - Praise Hymn Music Group
    - Provident Special Markets

  - Provident-Integrity Distribution
- Sony BMG Nashville
  - Arista Nashville(inne języki)
  - BNA Records(inne języki)
  - RCA Nashville(inne języki)
- Sony BMG Masterworks
  - RCA Red Seal(inne języki)
  - Sony Classical
  - deutsche harmonia mundi(inne języki)
  - Arte Nova Classics(inne języki)
- Sony Wonder(inne języki)
- Sony Urban Music(inne języki)
- Zomba Music Group(inne języki)
  - Battery Records
  - Epidemic Records(inne języki)
  - La Face Records(inne języki)
  - Jive Records
  - Music for Nations Records
  - Pinacle Records
  - Rough Trade Records(inne języki)
  - Silvertone Records
  - So So Def Records(inne języki)
  - Verity Records(inne języki)
  - Volcano Records/Zoo Records(inne języki)
  - X-Cell Records(inne języki)
- RED Distribution
- Sony BMG International Companies
- Sony Discos(inne języki)

### Niezależne wytwórnie dystrybuowane przez Sony BMG
- GOOD Music
- Nick Records(inne języki)
- One Records
- Independiente Records(inne języki)
- Wind-Up Records(inne języki)